# Эмигранты времён Французской революции

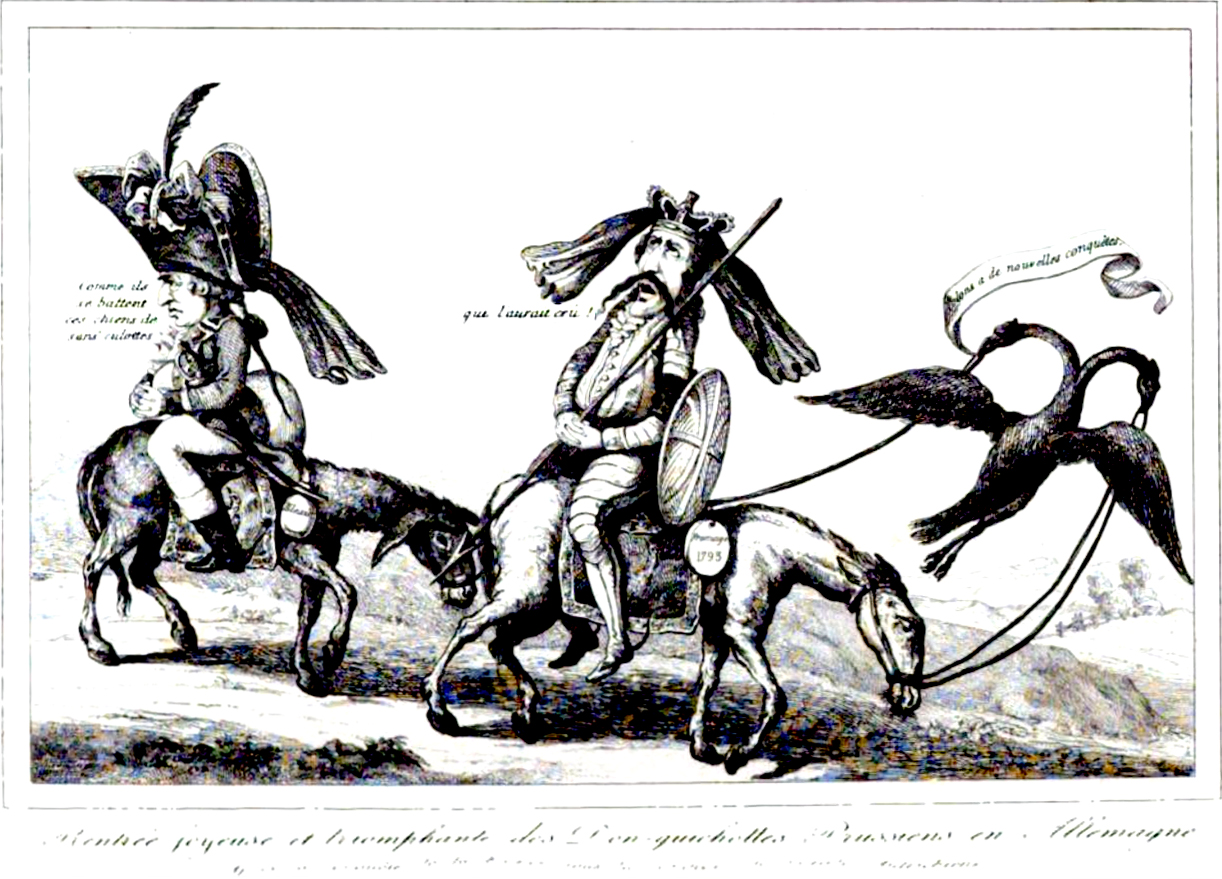
Карикатура Триумфальное возвращение прусского короля

Эмигранты времён Французской революции — представители французского дворянства, бежавшие из Франции во время Великой французской революции.

## История эмиграции и репрессий

### Начало в 1789 году
Взятие Бастилии 14 июля 1789 года послужило сигналом к началу эмиграции. Близкие ко двору лица, пользовавшиеся всеми преимуществами старого порядка, первые бежали из Франции, покинув короля на произвол судьбы. Во главе их был младший брат короля, граф д’Артуа, бежавший из Франции 17 июля 1789 года; за ним последовали принцы Конде, Конти, Ламбеск, Полиньяк и многие другие.
Убежав за границу, многие эмигранты стали натравливать европейские страны на Францию, указывая, что совершающийся в ней переворот грозит всей Европе всевозможными опасностями. Они просили рейнских курфюрстов и других немецких государей вооружённую помощь против своего отечества, что сильно раздражало революционную партию, так как последняя постоянно чувствовала себя под угрозой иностранного вмешательства и вторжения.

### Поток эмиграции
Чем шире развертывалась революция, тем сильнее становилась эмиграция. Главным сборным пунктом эмигрантов был Кобленц. Многие устроились на службе у принца Конде.
Когда 19 июня 1790 года было провозглашено равенство сословий, дворянство стало эмигрировать целыми массами. С 27 ноября 1790 года началась эмиграция в среде духовенства, усилившаяся после декрета 29 ноября 1791 года против неприсягнувших священников.

### Хроника репрессий
Крайняя партия требовала суровых наказаний за эмиграцию; Мерлен де Дуэ составил проект такого закона, Барнав, Ламет, Дюпор и другие поддержали его, но против него поднялся с энергией Мирабо, и 28 февраля 1791 года он был отвергнут. После смерти Мирабо снова были задуманы меры против эмигрантов, составлявших за границей заговоры против новых порядков.

#### 1791 год
10 июня Национальное собрание постановило потребовать от всех офицеров обещания под честным словом, что они не примут участия в заговорах против нации, короля и конституции, а принца Конде обязать возвратиться во Францию. 1 августа Национальное собрание издало декрет, грозивший эмигрантам, если они не возвратятся в месячный срок на родину, обложить их налогом втрое большим, чем остальных граждан; но амнистия 14 сентября парализовала эту угрозу.
Эмигранты протестовали против распоряжений Национального собрания и доказывали Европе, что король находится в плену и не имеет свободной воли. Во Франции многие думали, что король находится в заговоре с эмигрантами против своего народа.
Интриги и происки эмигрантов дискредитировали их при дворах немецких государей, а их непрерывные протесты против всего, что делалось во Франции, вызвали ненависть против них и против Людовика XVI; французская печать преследовала и клеймила их без пощады. Жиронда яростно напала на них; Бриссо требовал от Законодательного собрания решительных мер.
9 ноября 1791 года было постановлено:
- все живущие вне Франции французы объявляются заподозренными в заговоре против отечества, и, если они не вернутся к 1 января 1792 года, должны подвергнуться преследованию и казни;
- французские принцы и числящиеся на службе эмигранты, если не вернутся к тому же сроку, подлежат казни.
- Имущество невернувшихся эмигрантов подлежит конфискации.

Людовик XVI наложил на закон своё вето; это послужило поводом считать его сообщником эмигрантов.

#### 1792 год
- 1 января 1792 года был издан декрет, объявлявший изменниками обоих братьев короля и принца Конде.

Не понимая ни своего времени, ни настроения народа, эмигранты внушили герцогу Брауншвейгскому несчастную мысль издать Кобленцский манифест.
- После событий 10 августа 1792 года семьям эмигрантов было приказано не выезжать из мест их жительства, была сделана опись их имущества, их лошади и мулы реквизированы для армии.
- 30 августа был издан декрет, по которому имущество всех крамольников и заговорщиков должно быть секвестировано.
- 2 сентября было предписано продать все секвестрованное имущество эмигрантов, что и было исполнено, причём эти имения были проданы за ничтожную цену: казна потеряла при этой продаже больше 6 миллиардов франков.
- 9 сентября вышел указ о том, что родители должны дать отчёт в том, почему отсутствуют их дети и где они находятся, и в случае, если они эмигрировали, поставить за каждого уехавшего по солдату в войско республики, а с 12 сентября — даже по 2 солдата, с экипировкой на собственный счёт.
- 9 октября Национальный конвент объявил, что возлагает всю ответственность за совершённые эмигрантами нарушения международного права на державы, которые терпят у себя этих беглецов.
- 23 октября эмигранты были осуждены на вечное изгнание.

В ноябре 1792 года Пруссия отказала эмигрантам в поддержке; в Австрии их терпели только на очень суровых условиях; в некоторых местах они сделались до такой степени ненавистны, что их ставили в один ряд с бродягами.

#### 1793 год
- Закон 28 марта 1793 года объявил их граждански умершими во Франции.

#### 1795 год
- 18 апреля 1795 года Конвент определил продать имения эмигрантов при помощи лотереи, то есть разыграть их в лотерею. Он сохранил только за собой право вычёркивать эмигрантов из проскрипционных списков.
- 28 апреля родственникам эмигрантов по восходящей линии было вменено в обязанность показать размеры своего имущества и следующую из него эмигрантскую часть предоставить республике.
- 1 мая было решено самовольно вернувшихся эмигрантов подвергать ссылке.

Летом 1795 года эмигранты приняли участие в предприятиях шуанов и вандейцев, в том числе в неудачной высадке при Кибероне. Чересчур строгие меры против эмигрантов встретили неодобрение даже среди членов Конвента; это стало известно многим из эмигрантов, которые и поспешили вернуться в отечество; их покровительницей и активной защитницей была в этом случае мадам де Сталь.
- 13 июня 1795 года был отменен декрет, запрещавший жёнам и дочерям эмигрантов продавать свои имения и выходить замуж за иностранцев; но 30 июля, по предложению Дону, было решено, что эмигранты должны быть изгнаны навсегда и покупщики национальных имений должны быть утверждены в своих правах.
- Декрет 18 августа предписывал эмигрантам оставить Париж в течение трёх суток;
- дальнейший (30 августа) декрет отменял вычеркивание имён эмигрантов из проскрипционных листов, а указ 21 сентября лишал родителей эмигрантов права занятия всех общественных должностей.

#### При Директории
Амнистия 25 октября 1795 года не коснулась эмигрантов. По установлении Директории многие эмигранты вернулись на родину и без труда установили мирные отношения с новым правительством, от которого с 17 февраля 1796 года зависело исключение из проскрипционных списков. Директория, впрочем, держала себя по временам очень враждебно по отношению к эмигрантам. По мере усиления реакции, положение их становилось лучше и направленные против них законы были ослаблены или совсем отменены: так, 28 мая 1797 года был отменён закон, изгонявший их из Парижа; 27 июня — закон 25 октября 1795 года (исключение из амнистии); 17 августа 1797 года снят секвестр с имущества родителей эмигрантов.

#### Конец 1797 года
После 18 фрюктидора (4 сентября 1797 года) положение эмигрантов опять стало хуже: ни один из их родственников не смел подавать голос в избирательных собраниях; все вернувшиеся и из проскрипционных списков не вычеркнутые должны были немедленно удалиться из Франции; многие из заключённых были сосланы в Кайенну. Бывали и случаи казни эмигрантов.
В это время эмигрантам, находившимся за границей, жилось нелегко: их едва терпели, по временам изгоняли, и обращались с ними враждебно и пренебрежительно. Во Франции против них опять издается ряд суровых законов: 29 ноября 1797 года все «бывшие дворяне» были лишены прав французского гражданства.

#### 1798 год
5 июля 1798 года был возобновлён закон, награждавший за указание эмигрантов.

#### 1799 год
11 июля Директории были разрешены домовые обыски для открытия мест, где скрывались эмигранты; некоторые из последних были при этом убиты. Особенно жесток был закон 12 июля 1799 года о заложниках. Как скоро Бонапарт сделался первым консулом, этот последний закон был отменён; потерпевшие крушение (возле Кале, 9 декабря 1799 года) эмигранты были выпущены на свободу, но должны были тотчас же оставить Францию.
Конституция 13 декабря 1799 года устанавливала, что эмигранты никогда не должны возвращаться на родину, и что имущество их принадлежит нации. 25 декабря были восстановлены в правах гражданства родственники эмигрантов.

#### 1800 год
4 марта 1800 г. издан список эмигрантов.

#### 1801 год
Корпус Конде (фр. Armée des émigrés), состоявший из эмигрантов, к 1 мая 1801 года растаял почти совсем. Первый консул мало-помалу начал сближаться с французским дворянством, рассчитывая на его поддержку своей власти. Эмигранты стали возвращаться домой большими группами, но закон об их гражданской смерти продолжал существовать, их леса оставались государственной собственностью, покупатели их имений были утверждены в своих правах.

### Амнистия 1802 года
26 апреля 1802 года французским эмигрантам была объявлена амнистия, за исключением наиболее рьяных роялистов; им были возвращены те из конфискованных имений, которые ещё не успели приватизировать. Сделавшись императором, Наполеон всячески старался привлечь к своему двору родовую аристократию.
После Реставрации эмигранты надеялись вернуть свои земли, отошедшие в казну и распроданные другим лицам; духовенство часто покровительствовало им, отказывая в причастии тем из новых владельцев, которые не соглашались возвратить имения прежним собственникам. Карл Х провёл в палатах закон 27 апреля 1825 года, по которому всем, потерявшим свои земли в результате Революции, назначалось вознаграждение в 3-процентной ренте, всего на сумму 1 миллиарда франков. После Июльской революции данная рента была отменена (5 января 1831 года).